# Steinmetzgraben
Der Steinmetzgraben ist ein Seitental des Allerheiligengrabens, eines Seitentals des Pölstals. Der den Steinmetzgraben durchfließende Steinmetzgrabenbach mündet in Allerheiligengraben in den Allerheiligenbach. Das Tal wird vom Zechnerriedel (1295 m ü. A.), der Strasswaldhöhe (etwa 1495 m), der Eisenbacherhöhe (1534 m), vom Gaaleck (1520 m) und vom Waldkogel umgeben. Der Ausgang des Tals liegt auf 881 Meter und die Quelle des Steinmetzgrabenbachs auf 1395 m.